# Joseph de Buendía
Joseph de Buendía (Lima, 1644 - Cuzco, 4 de mayo de 1727) fue un escritor jesuita.
Hijo del capitán José de Buendía y María de Pastrana. Estudió en el Colegio Real de San Martín de Lima. Ingresó en el Noviciado San Antonio Abad de Lima en 1665 y luego pasó al Colegio Máximo de San Pablo de Lima en 1667, donde estudió filosofía y teología. Fue profesor en el Colegio Máximo de San Pablo y, gracias a su prestigio, predicó ante varios virreyes. Pasó al Colegio San Bernardo del Cuzco, donde enseñó filosofía. Fue amigo del Venerable Francisco del Castillo y además de escribir su primera biografía, participó como testigo en el proceso para su beatificación.
A raíz de acusaciones fue procesado por el Tribunal del Santo Oficio y sentenciado por proposiciones indecentes.

## Obras
- Sudor y lágrimas de María Santísima en su santa imagen de la misericordia ,1676.
- Oración fúnebre en honras de los soldados españoles difuntos ,1693.
- Vida admirable y prodigiosas virtudes del venerable y apostólico P.Francisco del Castillo , Madrid,1693.
- Parentación real al soberano nombre e inmortal memoria del católico Rey don Carlos II ,1701.

Le atribuyen haber publicado La estrella de Lima convertida en Sol , Amberes,1688 , atribuida a Francisco de Echave y Assu.